# Le Jardin du Luxembourg
«Le Jardin du Luxembourg» (франц. «Люксембурзький сад») — альбом французького співака Джо Дассена. До альбому входять 7 пісень, найпопулярнішою з яких є «À toi» («До тебе»).
Також слід відмітити пісню «Le Jardin du Luxembourg», яка триває 12 хвилин. Про неї Джо Дассен згадував:
|  | Найдивовижніше те, що з цією піснею я опинився на вершині хіт-параду канадського радіо |

## Композиції
| #  | Назва                           | Тривалість |
| -- | ------------------------------- | ---------- |
| 1. | «Le Jardin du Luxembourg»       | 12:00      |
| 2. | «Il était une fois nous deux»   | 3:55       |
| 3. | «À toi»                         | 2:51       |
| 4. | «Le café des trois colombes»    | 4:00       |
| 5. | «Comme disait Valentine»        | 3:06       |
| 6. | «Laisse-moi dormir»             | 2:51       |
| 7. | «Que sont devenues mes amours?» | 3:41       |

## Відеокліпи
- YouTube «Le Jardin du Luxembourg» [Архівовано 29 вересня 2016 у Wayback Machine.] (англ.)
- YouTube «À toi» [Архівовано 18 червня 2010 у Wayback Machine.] (англ.)
- YouTube «Le Cafe des Trois Colombes» [Архівовано 15 квітня 2011 у Wayback Machine.] (англ.)